# هاركورت غودفري
هاركورت غودفري (بالإنجليزية: Harcourt Godfrey) هو مصارع ‏ نيوزيلندي، ولد في 26 فبراير 1905، وتوفي في 19 أغسطس 1980.